# Werdenfelser Land
Das  Werdenfelser Land bezeichnet eine oberbayerische Region, die sich von Mittenwald im Süden bis hin nach Farchant erstreckt. 
Sie umfasst Teile der Bayerischen Alpen. 
Namensgebend für die Region ist die mittelalterliche Burg Werdenfels nördlich von Garmisch-Partenkirchen. Die Burg diente vornehmlich zur Sicherung der Heeres- und Handelsstraße, die durch das Loisachtal führte und Handelsplätze in Italien und Oberbayern verband.
Im Jahr 2006 erfolgte die Aufnahme des Werdenfelser Landes in die Liste der 77 ausgezeichneten Nationalen Geotope Deutschlands.

## Gemeinden
Das kulturelle Zentrum bildet Garmisch-Partenkirchen. Folgende Orte gehören ebenfalls zum Werdenfelser Land:
- Farchant
- Grainau
- Krün
- Wallgau
- Mittenwald

## Geographie
Das südliche Werdenfelser Land wird durch das Wetterstein-Gebirge und das Karwendel begrenzt. Die Zugspitze liegt südwestlich von Garmisch-Partenkirchen und ist mit 2962 m ü. NN der höchste Berg Deutschlands. Sowohl die Täler als auch das Alpenvorland sind durch die letzte Eiszeit stark geprägt worden. Die Seen sind z. T. dadurch entstanden, dass Grundwasser die durch die Gletscher geschaffenen Vertiefungen ausfüllte. Später verlandeten die Seen und es bildeten sich Moore, wie zum Beispiel das Murnauer Moos.

## Geschichte
Schon in der frühen Eisenzeit war das Werdenfelser Land besiedelt. Schon zu dieser Zeit bestanden enge Kontakte über die spätere Brenner-Scharnitz-Straße nach Oberitalien.  
Die Römer wiederum unterwarfen die einheimische Bevölkerung um 15 v. Chr. und teilten das Gebiet der Provinz Raetia zu. Vereinzelt übernahmen die Römer Siedlungs- und Flussnamen keltischen oder gar älteren Ursprungs, die z. T. bis in die heutige Zeit überdauerten, etwa Partenkirchen – Partanum, Isar – Isara. Die schon bestehende Handelsstraße wurde ab 195 n. Chr. ausgebaut. Die Via Raetia führte von Augsburg aus über Partenkirchen und Mittenwald über den Seefelder Sattel und Veldidena (Wilten/Innsbruck) zum Brenner und weiter nach Bozen (Pons Drusi), wo sie in die ältere Via Claudia Augusta einmündete. Die römische Straßenstation Partanum ist der Vorläufer des heutigen Partenkirchen. 
In den Jahren 1073–1078 werden in einer Aufzeichnung des Hochstifts Freising detaillierte Angaben über den bischöflich-freisingischen Grenzverlauf im Werdenfelser Land gemacht. Die zwischen den Jahren 1180 und 1230 nordwestlich von Garmisch errichtete Burg Werdenfels ging 1294 an das Hochstift Freising.  Die Kontrolle der Nordzugänge der wichtigen europäischen Handelsstraße durch die Freisinger Fürstbischöfe brachte der Bevölkerung der Grafschaft Werdenfels über einen langen Zeitraum einen relativen Wohlstand.
Mit Beginn der Neuzeit kam es zu einem deutlichen wirtschaftlichen Aufschwung aufgrund der verstärkten Handelsbeziehungen mit Italien (siehe auch: Fugger, Welser). Der Beiname Goldenes Landl für das Werdenfelser Land stammt aus dieser Zeit. Durch den Dreißigjährigen Krieg wurde diese Entwicklung beendet; die Bevölkerung verarmte. Spätere Kriege, wie den Spanischen und den Österreichischen Erbfolgekrieg zu Beginn des 18. Jahrhunderts, sowie im 19. Jahrhundert die napoleonischen Kriege, zogen ebenfalls die Bevölkerung schwer in Mitleidenschaft. 1803 endete die Herrschaft des Hochstifts Freising, das Werdenfelser Land kam zu Bayern.
Mit der 1889 errichteten Bahnverbindung mit München setzte der Fremdenverkehr ein.